# Александар Синадиновић
Александар Синадиновић Лека (Млачиште, код Црне Траве, 1922 — Врћеновица, 1944), југословенски комуниста и учесник Народноослободилачке борбе.

## Биографија
Рођен је 1922. године у Млачишту код Црне Траве у скромној печалбарској породици. По занимању је био кројачки радник. Постао је члан СКОЈ 1937, а КПЈ од 1939. године. Био је члан Окружног комитета КПЈ Врање, секретар Окружног комитета СКОЈ Врање, и члан Покрајинског комитета Србије. У Народноослободилачку борбу је ступио 1941. године. Погинуо је 12. јула 1944. године изнад села Врћеновице на Малом Јастрепцу.
Основну школу је завршио у Млачишту. После изученог кројачког заната отишао је у Београд, где се прикључио радничком покрету. Уочи рата је учествовао у штрајковима и демонстрацијама у Београду. У братовљевој кројачкој радњи у Београду окупљали су се прокомунистички Црнотравци, међу њима Миодраг Поповић, Александар Стојановић Вузија, Мирко Сотировић, који су га упућивали у марксистичку литературу. Члан СКОЈ је постао крајем 1937, а 1939. КПЈ. Повремено је путовао у Црну Траву, за коју је био емотивно везан, састајао се са тамошњим комунистима и деловао међу ученицима Грађевинске занатске школе. Понекад је говорио на школским приредбама и забавама о циљевима борбе и догађајима који предстоје.
У Београду, по избијању рата, у првим данима одржавао је везу с месним комитетом Партије и радио на окупљању омладине. Његов задатак је био да ради с омладином Земуна, па ми је прелажење реке Саве представљало главну препреку, нарочито после затварања границе. Касније је добио задатак да ради на паралисању рада љотићевске организације у Смедереву, када је и ухапшен.
Александар Синадиновић Лека је био осуђен на смрт стрељањем, али су његова браћа интервенисала и казна му је преиначена. Лека се нашао у логору у Смедеревској Паланци, где је остао до априла 1942. године. Одатле је интерниран у Немачку, у логор Шћећин. Тамо је издражо сва мучења, преживео тежак тифус, не издавши никог од својих сабораца.
Успео је да побегне из логора, стигне у Словачку и сакрије извесно време. Био је наново ухваћен, отеран у Будимпешту, одакле је опет успео да побегне, овог пута у Румунију, али је и тамо ухваћен и послат у Београд. Како у полицији нису могли да га идентификују, пуштен је. У Власотинцу га је дочекао Драгиша Дикић и помогао му да пређе границу. Повезао се са Васом Смајевићем, секретаром ОК КПЈ за Врање, и ступио у одред. Борба за слободу своје земље дала му је нову снагу. Септембра 1943. укључен је у Окружни комитет КПЈ. Учествовао је на првој окружној конференцији СКОЈ за Врањски округ октобра 1943. Почетком 1944. постао је је члан Покрајинског комитета СКОЈ за Србију.
Александар Синадиновић Лека је у то време добио задатак да пређе у Јабланицу, а затим у Крушевац, где је радио на стварању и пружању помоћи организацијама КПЈ И СКОЈ. У изненадном сукобу са домаћим непријатељем погинуо је 12. јула 1944. изнад Врћеновице на моравској страни Јастрепца, заједно са Срђаном Родићем Марком, секретаром Окружног комитета за Крушевац. На том месту је у знак сећања подигнута спомен плоча.